# Cumacea
I cumacei (Cumacea Krøyer, 1846) sono un ordine di crostacei malacostraci, prevalentemente marini.

## Morfologia

Hanno un carapace relativamente esteso che ricopre parte del torace lasciando liberi da 3 a 5 segmenti toracici, due o tre paia di massillipedi e 5 o 6 appendici natatorie. L'addome è snello e il telson può essere ridotto, a fianco vi sono gli uropodi sempre in numero pari. Il carapace racchiude le appendici che servono per la respirazione e l'alimentazione. Nella maggior parte delle specie, ci sono due gli occhi sul lato anteriore della testa, non peduncolati.  Le tre paia di zampe mascellari spuntano dal corpo come appendici toraciche mentre le seguenti sono trasformate in arti natatori biramosi. La lunghezza della maggior parte delle specie varia da 3 a 12 millimetri. La prima antenna ha due flagelli, il flagello esterno di solito è più lungo di quello interno. La seconda antenna è fortemente ridotta nelle femmine, e si compone di numerosi segmenti nei maschi, nei quali nel periodo nuziale può superare la lunghezza del corpo.

## Distribuzione e habitat
I Cumacea sino principalmente crostacei marini. Tuttavia, alcune specie possono sopravvivere in acqua salmastra e pochissime specie penetrano nei fiumi. Sono tipici abitatori dei fondi fangosi e sabbiosi dove possono essere molto abbondanti.

## Biologia
La maggior parte delle specie vive solo un anno o meno, e si riproduce due volte nel corso della vita, le femmine possono avere vita più lunga. La specie Deepsea ha un metabolismo lento e presumibilmente vive molto più a lungo.

### Alimentazione
I cumacei si nutrono principalmente di microrganismi e di materiale organico dei sedimenti. Le specie che vivono nel fango filtrano il cibo, mentre le specie che vivono nella sabbia raschiano il biofilm che ricopre i granelli di sabbia. Nel genere Campylaspis  e in pochi altri generi correlati, le mandibole sono trasformate in organi penetranti che possono essere utilizzati per la predazione ai danni di foraminiferi e piccoli crostacei.

### Riproduzione
Molte specie che vivono in acque poco profonde mostrano un ciclo diurno, con i maschi che emergono dal sedimento di notte e salgono in superficie. L'accoppiamento avviene durante la notte e le uova vengono incubate in una borsa ventrale della femmina. Le larve che si schiudono sono simili all'adulto e raggiungono la maturità sessuale in circa 6 mesi.

## Tassonomia
L'ordine al 2004 comprende sette famiglie, alle quali si aggiungono nove taxa indicati come sinonimi:
- Bodotriidae Scott, 1901 (360 specie)
- Ceratocumatidae Calman, 1905 (8 specie)
- Diastylidae Bate, 1856 (281 specie)
- Gynodiastylidae Stebbing, 1912 (103 specie)
- Lampropidae Sars, 1878 (90 specie)
- Leuconidae Sars, 1878 (121 specie)
- Nannastacidae Bate, 1866 (350 specie)